# القياس التاريخي

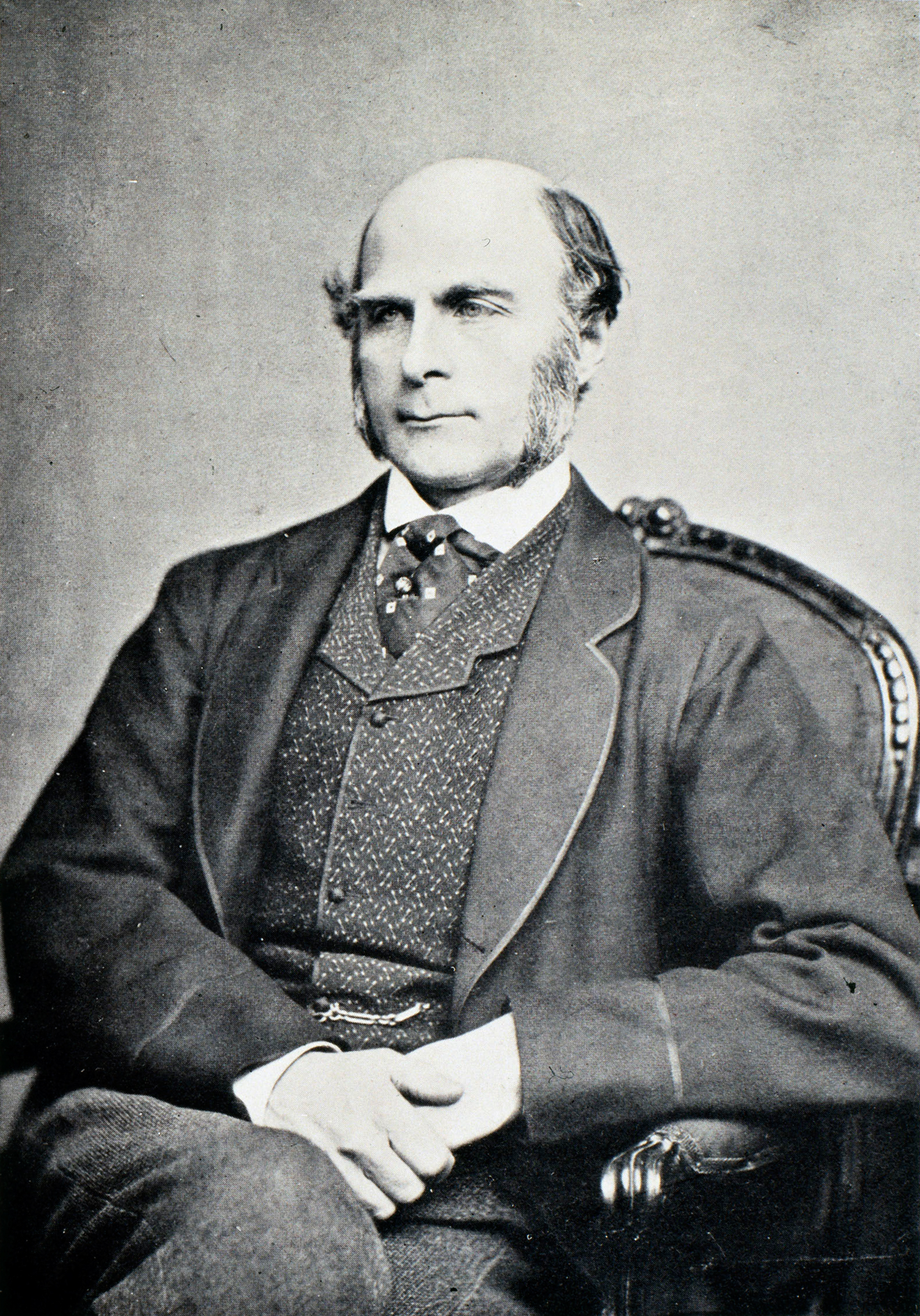
فرانسيس غالتون، أحد رواد علم التاريخ.

القياس التاريخي هو الدراسة التاريخية للتقدم البشري أو الخصائص الشخصية الفردية، باستخدام الإحصائيات لتحليل الإشارات إلى العباقرة، بياناتهم وسلوكهم واكتشافاتهم في نصوص محايدة نسبيًا. يجمع علم التاريخ بين تقنيات من القياسات المناخية، والتي تدرس تاريخ الاقتصاد ومن القياسات النفسية، والدراسة النفسية لشخصية الفرد وقدراته.

## الأصول
بدأ علم التاريخ في أوائل القرن التاسع عشر بدراسات حول العلاقة بين العمر والإنجاز من قبل عالم الرياضيات البلجيكي أدولف كويتيليت في مهن الكتاب المسرحيين الفرنسيين والإنجليز البارزين ولكن السير فرانسيس جالتون، عالم تحسين النسل الإنجليزي الرائد هو الذي شاع قياس التاريخ في عمله عام 1869، عبقرية وراثية. تم تطويره من قبل فريدريك آدمز وودز (الذي صاغ مصطلح القياس التاريخي) في بداية القرن العشرين. كما نشر عالم النفس بول إي. ميهل العديد من الأوراق البحثية عن القياس التاريخي في وقت لاحق من حياته المهنية، وخاصة في مجال التاريخ الطبي.
كان علم التاريخ هو المجال الأول الذي يدرس العبقرية باستخدام الأساليب العلمية.

## حاليّاً
من بين الباحثين البارزين في علم التاريخ الحالي دين كيث سيمونتون وتشارلز موراي.
يعرف دين كيث سيمونتون علم التاريخ بأنه: طريقة كمية للتحليل الإحصائي للبيانات بأثر رجعي. في عمل سيمونتون، تأتي البيانات الأولية من التقييم السيكومتري للشخصيات الشهيرة، والتي غالبًا ما تكون قد ماتت بالفعل، في محاولة لتقييم الإبداع والعبقرية وتنمية المواهب.
يعد الإنجاز البشري لتشارلز موراي أحد الأمثلة على هذا النهج لتحديد تأثير الأفراد على التكنولوجيا والعلوم والفنون. يتتبع هذا العمل العديد من المبتكرين المشهورين في هذه المجالات، ويحدد مقدار الاهتمام الذي أولاه المؤرخون السابقون لهم، من حيث عدد المراجع وعدد صفحات المواد المرجعية المخصصة لكل موضوع. ومع ذلك، فقد تعرض هذا العمل لانتقادات بسبب التلاعب ببياناته لاستخلاص استنتاجات لا تتبع من البيانات غير المعالجة.

## أمثلة على البحث
نظرًا لأن علم التاريخ يتعامل مع السمات الشخصية الذاتية مثل الإبداع أو الكاريزما أو الانفتاح، فإن معظم الدراسات تتعامل مع المقارنة بين العلماء أو الفنانين أو السياسيين. تصنف دراسة (الإنجاز البشري) التي أجراها تشارلز موراي، على سبيل المثال، أينشتاين ونيوتن كأهم الفيزيائيين ومايكل أنجلو كأفضل فنان غربي. وكمثال آخر، قارنت العديد من الدراسات الكاريزما وحتى معدل الذكاء للرؤساء والمرشحين للرئاسة في الولايات المتحدة الأمريكية. تصنف الدراسة الأخيرة جون كوينسي آدامز على أنه أكثر الرؤساء ذكاءً، حيث يقدر معدل الذكاء بين 165 و 175. كما تم تطبيق التحليل التاريخي بنجاح في مجال علم الموسيقى. في إحدى الدراسات الرائدة، قام الباحثون بتحليل إحصائي لمجموعة من أكثر من 1300 نشرة برامج مطبوعة (فواتير اللعب) من الحفلات الموسيقية التي قدمتها كلارا شومان (1819-1896) طوال حياتها. كشف التحليل الناتج عن الدور المؤثر لكلارا شومان في تقديس موسيقى البيانو الكلاسيكية. استرشدت استراتيجيتها في اختيار المراجع بميول تقليدية للغاية.

## نقاط حرجة
نظرًا لأن القياس التاريخي يعتمد على معلومات غير مباشرة مثل الوثائق التاريخية ويعتمد بشكل كبير على الإحصائيات، فإن نتائج هذه الدراسات موضع تساؤل من قبل بعض الباحثين، ويرجع ذلك أساسًا إلى مخاوف بشأن الإفراط في تفسير النتائج المقدرة.
اجتذبت الدراسة المذكورة سابقًا حول القدرة الفكرية لرؤساء الولايات المتحدة، وهي دراسة أجراها دين كيث سيمونتون، الكثير من اهتمام وسائل الإعلام وانتقادها بشكل أساسي لأنها صنفت الرئيس الأمريكي السابق، جورج دبليو بوش، في المرتبة الثانية بعد جميع الرؤساء الأمريكيين منذ ذلك الحين. 1900. معدل ذكاء جورش بوش الابن. قُدِّر بين 111.1 و 138.5، بمتوسط 125، متجاوزًا فقط الرئيس وارن هاردينغ، الذي يعتبر رئيسًا فاشلاً، بمتوسط معدل ذكاء يبلغ 124. رغم أنه مثير للجدل وغير دقيق (بسبب إلى الفجوات في البيانات المتاحة)، فإن النهج الذي استخدمه سيمونتون لتوليد نتائجه اعتبر «معقولًا» من قبل زملائه الباحثين. في وسائل الإعلام، تمت مقارنة الدراسة أحيانًا بخدعة رئيس الولايات المتحدة للذكاء الاصطناعي، وهي خدعة تم تداولها عبر البريد الإلكتروني في منتصف عام 2001، والتي أشارت إلى أن جي. كان لدى بوش أدنى معدل ذكاء بين جميع رؤساء الولايات المتحدة.